# Doxocopa andicola
Doxocopa andicola är en fjärilsart som beskrevs av Herrich-Schäffer 1865. Doxocopa andicola ingår i släktet Doxocopa och familjen praktfjärilar. Inga underarter finns listade i Catalogue of Life.